# 最先端半導体技術センター
技術研究組合最先端半導体技術センター（ぎじゅつけんきゅうくみあいさいせんたんはんどうたいぎじゅつセンター、英語: (CIP) Leading-edge Semiconductor Technology Center、LSTC）は、次世代半導体の研究開発を行う日本の技術研究組合である。

## 研究開発の目的
研究開発策定責任者委員会（2023年時点での名簿は別に記載）にて、国内外の産業界ニーズを元に次世代半導体の設計・製造に必要となる研究開発テーマを策定　→　各研究開発部門にて、国内外の企業・研究機関と連携しながら、次世代半導体に資する研究開発を実施。

### 以下は将来目標
- 次世代半導体の設計・製造基盤を担うプロフェッショナル人材の育成を目指す（５年スパン『なぜならば、大学院課程が5年制』）
- 次世代半導体の需要となる新産業の創出を目指す（既に、動いている分野はAI分野、将来は組み込み『IoT』AI分野　→　防犯、自動運転『自動車、ドローン、人工衛星など』、SDGs型建築物など）

## 研究開発策定責任者委員会

### 2023年時点名簿
- 委員長　東　　哲郎（所属機関：Rapidus)
- 委員　　石丸　一成（所属機関： Rapidus）
- 委員　　昌原　明植（所属機関：産業技術総合研究所）
- 委員　　黒田　忠宏（所属機関：東京大学）
- 委員　　平本　俊郎（所属機関：東京大学）
- 委員　　須川　成利（所属機関：東北大学）
- 委員　　地京　豊裕（所属機関：物質・材料研究機構）
- 委員　　菅沼　克昭（所属機関：大阪大学）
- 委員　　小池　淳義（所属機関：Rapidus)

## 沿革

### 2020年代
2022年
- 5月4日 - 経済産業大臣の萩生田光一とアメリカ合衆国商務長官のジーナ・レモンドの間で、半導体協力基本原則に合意[1]。
- 7月29日 - 日米経済政策協議委員会（経済版「2+2」）において、次世代半導体技術開発に向けた、日米共同研究開発の推進に合意。日本側の取り組みとして、研究開発組織としてLSTCの設立予定を発表[1]。
- 8月10日 - Rapidusが設立。
- 12月19日 - 経済産業省がLSTCの設立を認可[2]。
- 12月21日 - LSTCが設立。

## 参加機関
2023年7月時点での参加機関は以下の通り。
組合員
- Rapidus
- 物質・材料研究機構
- 理化学研究所
- 産業技術総合研究所

準組合員
- 東京大学
- 東京工業大学
- 東北大学
- 筑波大学
- 高エネルギー加速器研究機構
- 名古屋大学
- 大阪大学
- 北海道大学